# Nils Östlund
Nils Olof Axel Östlund, född 29 december 1915 i Gävle församling i Gävleborgs län, död 26 mars 2009 i Västerleds församling, Stockholms län, var en svensk militär.

## Biografi
Östlund avlade officersexamen vid Krigsskolan 1939 och utnämndes samma år till fänrik i pansartrupperna, där han befordrades till löjtnant 1942. Han befordrades 1946 till kapten och tjänstgjorde vid Skånska pansarregementet 1946–1951. Därefter var han placerad vid Försvarsstaben 1951–1954, staben i VI. militärområdet 1954–1956 och Skaraborgs regemente 1956–1957. Han befordrades 1957 till major och tjänstgjorde vid Norrbottens pansarbataljon 1957–1959. Åren 1959–1962 tjänstgjorde han i Pansarinspektionen vid Arméstaben, befordrad till överstelöjtnant 1960. Han var chef för Norrbottens pansarbataljon 1962–1966. År 1966 befordrades han till överste och var sekundchef vid Göta livgarde 1966–1973 samt befälhavare för Stockholms försvarsområde och kommendant över Stockholms garnison 1973–1976. Han befordrades 1975 till överste av första graden och var chef för Livgardets dragoner 1975–1976.

## Utmärkelser
- Riddare av första klass av Svärdsorden, 1957.[5]
- Kommendör av Svärdsorden, 6 juni 1970.[6]
- Kommendör av första klass av Svärdsorden, 6 juni 1974.[7]